# مقصورة السويلم
مقصورة السويلم هو قصر أثري كبير يتبعه عدد من الملاحق، يعد أحد أهم المعالم التراثية بمحافظة البكيرية التابعة لمنطقة القصيم وسط المملكة العربية السعودية.

## التاريخ
هي عبارة عن قصر أثري كبير يتضمن ملاحق بنيت مطلع القرن الثالث عشر الهجري، في عهد أمير البكيرية عبد الله بن سويلم بن عثمان آل سويلم عقب إنشاء محافظة البكيرية، وكانت مقصورة السويلم مقراً للإمارة فترة من الزمن، حيث استُقبل فيها عدد من الملوك والشخصيات البارزة مثل الإمام فيصل بن تركي والملك عبد العزيز حين قدم إلى البكيرية عام 1325 هـ.

## الوصف

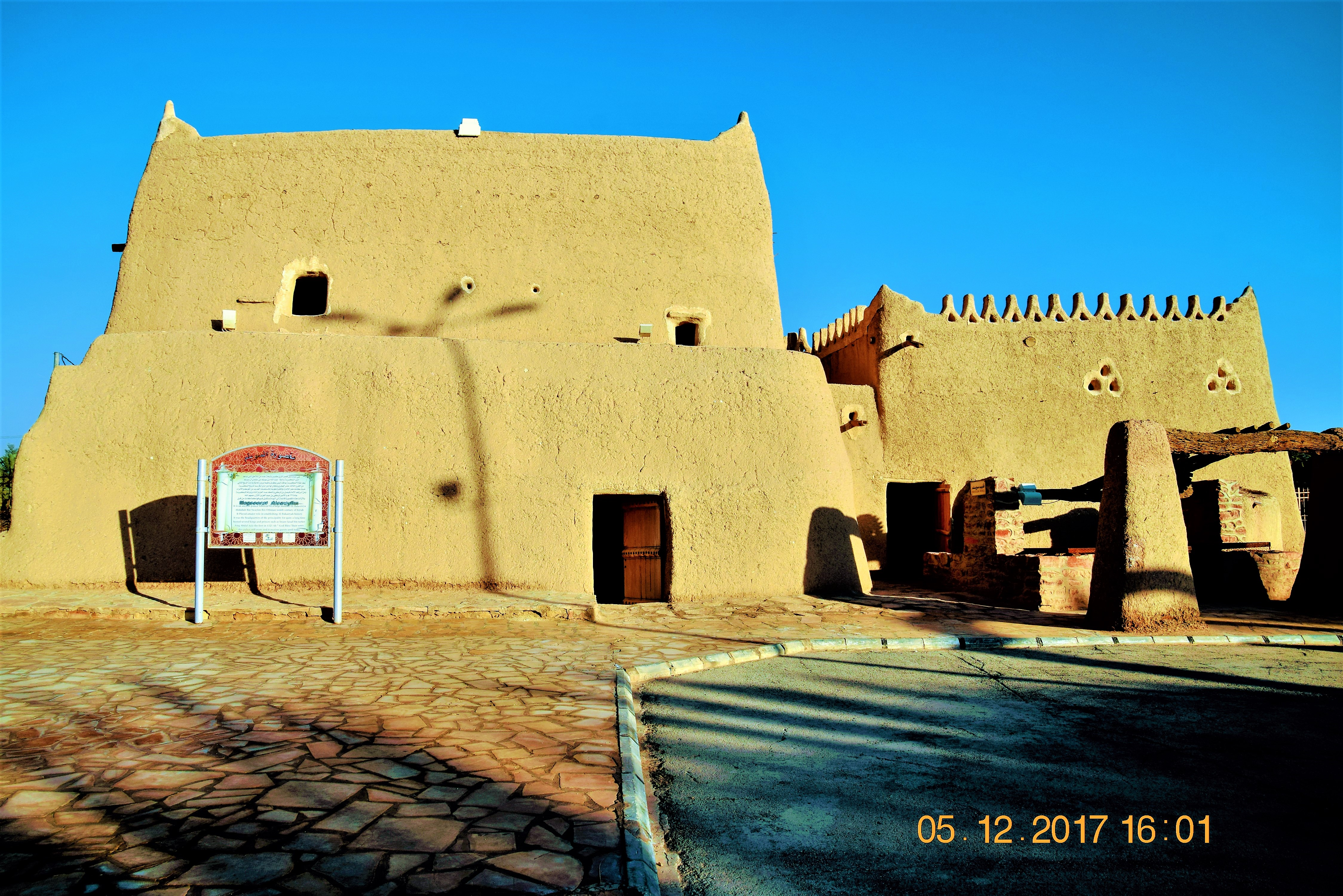

استخدمت سكناً لبعض أسر آل سويلم. تم تسجيل مقصورة السويلم لدى الهيئة العامة للسياحة والآثار كمعلم أثري وتاريخي، فقد أمر الشيخ محمد بن علي السويلم بإجراء ترميمات شاملة لجميع المباني والساحات المحيطة للمقصورة عام 1428 هـ.
وتتكون المقصورة من عدة أقسام:
- الأول: المقصورة وتوابعها، وبها طابقان الأرضي مخصص للطعام والمخازن، أما الثاني فقد كان مخصصاً للسكن، وللمقصورة ثلاثة أبواب، الغربي وهو الموصل إلى النخيل، والجنوبي الموصل إلى سوق القهوة، أما الباب الشمالي المفتوح على النخيل أيضاً.
- الثاني: قهوة السويلم وهي المكان المخصص لاستقبال الضيوف، حيث يفصلها عن مبنى المقصورة ممر يسمّى سوق القهوة.
- الثالث: المضيف وهو المبنى الملاصق للقهوة، والمخصص لإقامة الضيوف، ويوجد به جصة لتخزين التمر.
- الرابع: سوق القهوة، وهو ممر يفصل بين القهوة والمقصورة، يقع في بدايته الباب الرئيس باب القهوة وفي نهايته باب السوق أو باب الحبوس.
- الخامس: الحبوس، وهو مكان مرتفع مخصص للجلوس مبني من الحجر والطين يقع خارج المبنى مقابل للشمس في الصباح يشرف على السوق.
- السادس: المصابيح، وهي عبارة عن طابق ثاني يتضمن عدداً من الغرف الملحقة بالمقصورة.
- السابع: الجصص، وهي مخازن حفظ التمور وكان يوجد عدد منها في المقصورة موزع على عدة أماكن بقي منها الآن ثلاثة جصص.

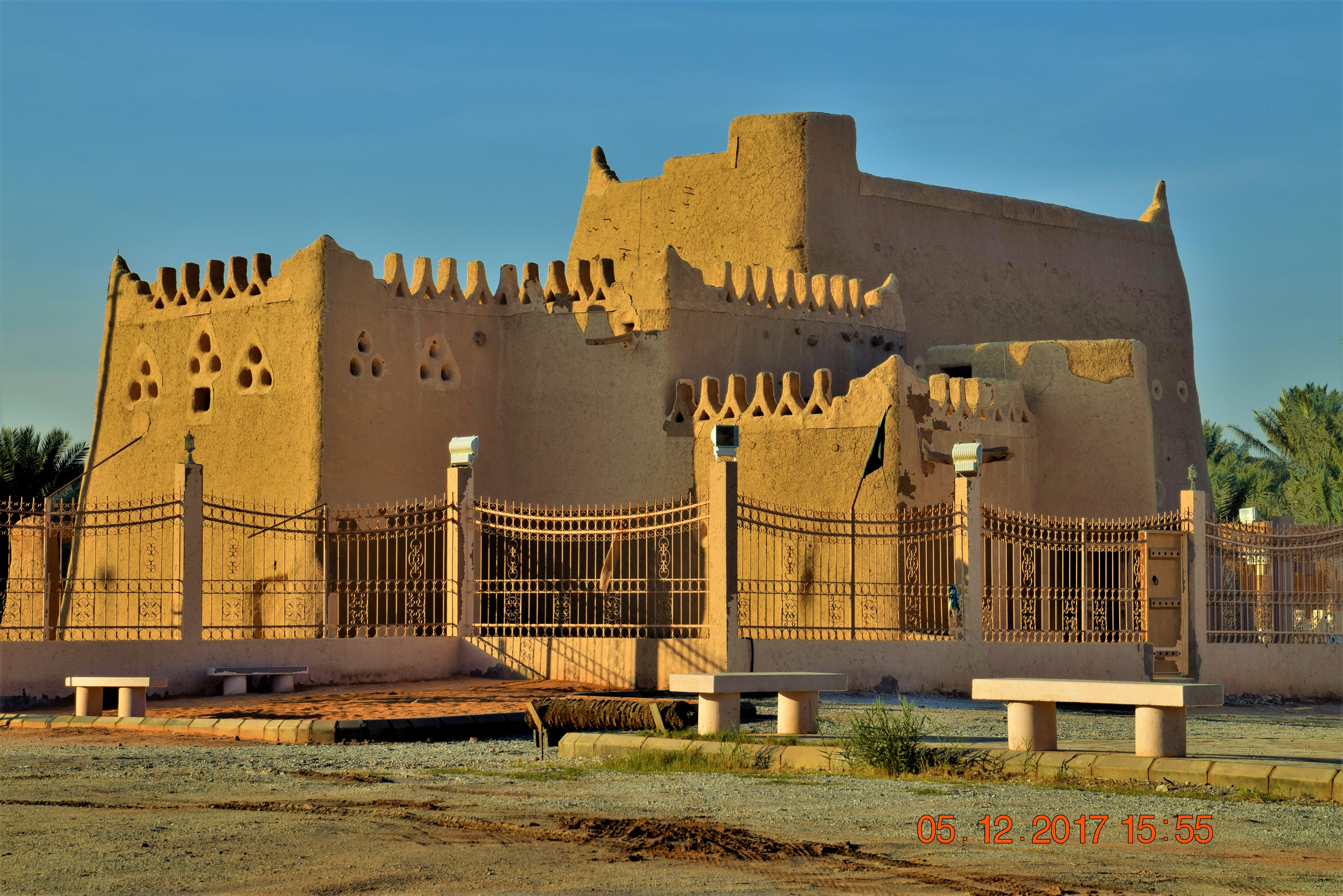

- الثامن: ملاح السويلم، وهي البئر الملاصقة لباب القهوة الرئيس، ويعرف بأنه ثاني بئر في البكيرية، حفرت في عهد سويلم بن عثمان بن سويلم عند إنشاء البكيرية.